# Korolivșciîna, Romnî
Korolivșciîna (în ucraineană Королівщина) este un sat în comuna Hrîșîne din raionul Romnî, regiunea Sumî, Ucraina.

## Demografie
Componența lingvistică a localității Korolivșciîna
     Ucraineană (98,18%)
     Rusă (1,82%)
Conform recensământului din 2001, majoritatea populației localității Korolivșciîna era vorbitoare de ucraineană (98,18%), existând în minoritate și vorbitori de rusă (1,82%).